# Broken Arrow (Arrow)
Broken Arrow es el décimo noveno episodio de la tercera temporada y sexagésimo quinto episodio a lo largo de la serie de televisión estadounidense de drama y ciencia ficción, Arrow. El episodio fue escrito por Ben Sokolowski y Brian Ford Sullivan, basados en la historia de Jake Coburn y dirigido por Doug Aarniokoski. Fue estrenado el 15 de abril de 2015 en Estados Unidos por la cadena The CW.
Mientras Quentin continúa con su misión contra la Flecha, Felicity le ordena a Oliver mantener un bajo perfil. Sin embargo, cuando un metahumano llamado Jake Simmons, que mata a la gente con ráfagas de energía y plasma, comienza a aterrorizar a Ciudad Starling, Oliver se ve obligado a pedir la ayuda de Ray. El dúo improbable se ve obligado a formar un equipo para salvar la ciudad.

## Elenco
- Stephen Amell como Oliver Queen/la Flecha.
- Katie Cassidy como Laurel Lance.
- David Ramsey como John Diggle.
- Willa Holland como Thea Queen.
- Emily Bett Rickards como Felicity Smoak.
- Colton Haynes como Roy Harper/Arsenal.
- John Barrowman como Malcolm Merlyn/Arquero Oscuro.
- Paul Blackthorne como el capitán Quentin Lance.

## Continuidad
- El episodio marca la primera aparición de Jake Simmons.

- Jake Simmons es el primer metahumano en aparecer en la serie.

- Roy es encarcelado tras declarar que él es la Flecha.
- Oliver se ve obligado a aceptar la ayuda de Ray para combatir a Jake Simmons.
- Quentin obtiene órdenes de cateo para el Verdant y el loft de los Queen para buscar pruebas encontra de Oliver.
- Roy es atacado en prisión y declarado muerto.
- Felicity y Diggle confiesan que Roy está vivo y que todo fue parte de un plan ideado por éste para salvar a Oliver
- Roy deja Ciudad Starling.
- Thea es atacada por Ra's al Ghul y herida gravemente.
- Cisco descubre que Jake Simmons no se encontraba en Ciudad Central al momento de la explosión del acelerador de partículas que originó a los metahumanos.

## Desarrollo

### Producción
La producción de este episodio comenzó el 11 de febrero y terminó el 19 de febrero de 2015.

### Filmación
El episodio fue filmado del 20 de febrero al 3 de marzo de 2015.